# Recchia lanei
Recchia lanei là một loài bọ cánh cứng trong họ Cerambycidae.